# Hoeve Molenberg

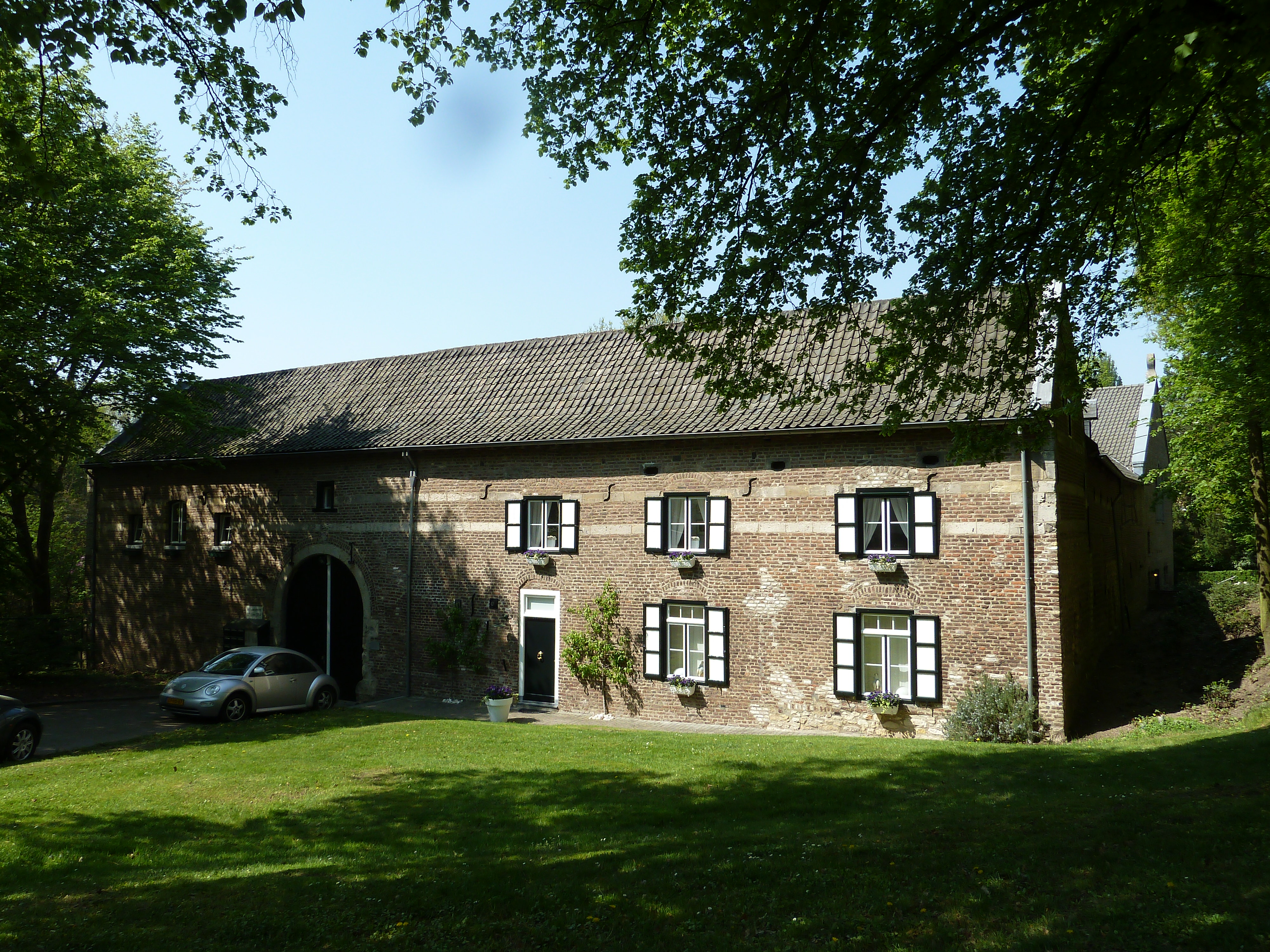
Voorgevel met toegang tot binnenplaats

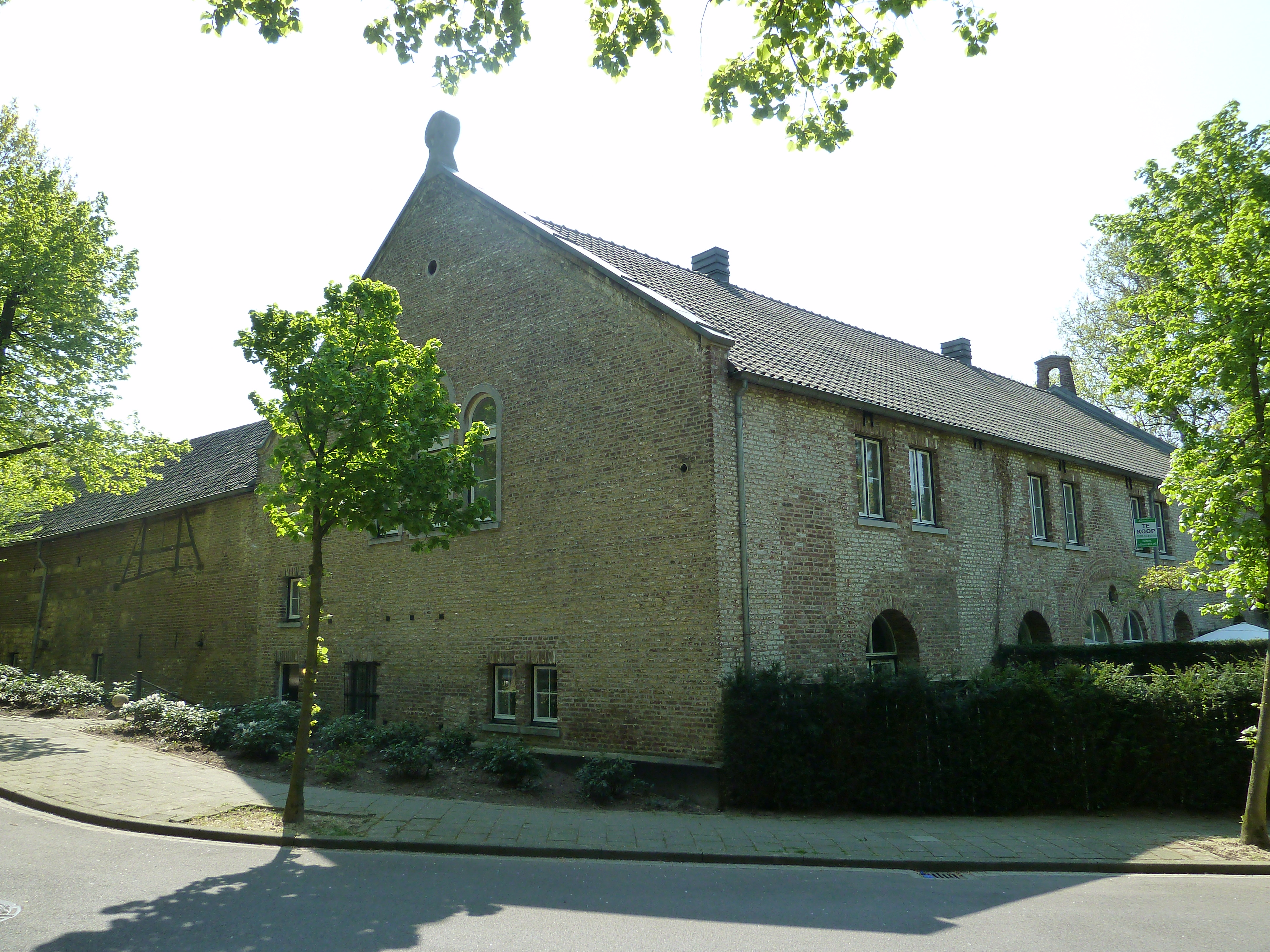
Achterzijde met betonnen kruis

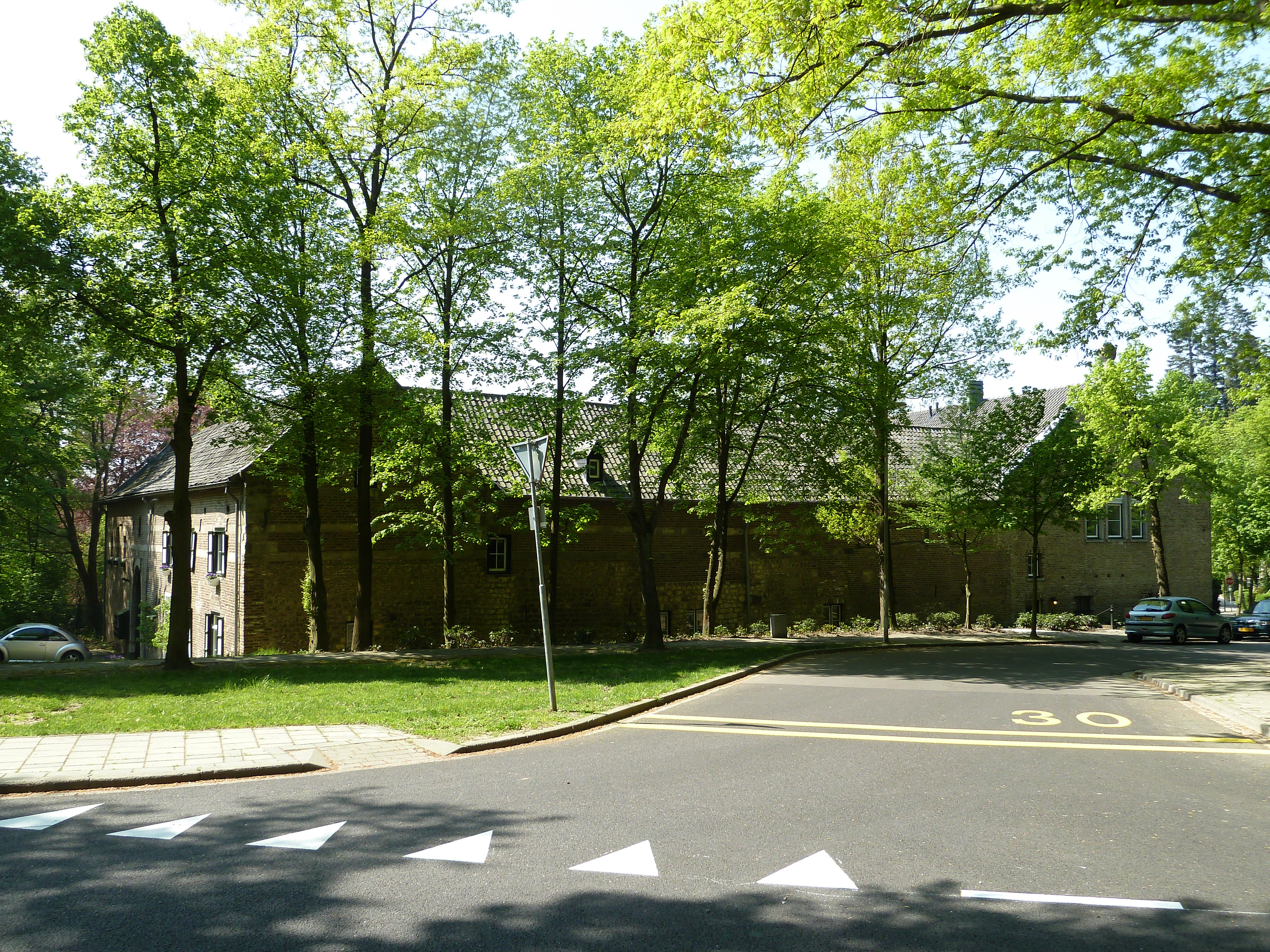
Zijgevel

De hoeve Molenberg is een voormalige boerderij in de gemeente Heerlen in de wijk Molenberg. De hoeve dankt haar naam aan de Caumermolen, die onderaan de bergheuvel ligt waarop de boerderij is gebouwd. Zij wordt in de 16e eeuw al in bronnen genoemd. In 1967 werd de hoeve rijksmonument.

## Geschiedenis
In de tweede helft van de 16e eeuw was de hoeve eigendom van de adellijke familie Van Hulsberg, genaamd Schaloen. In 1613 komt zij in het bezit van het geslacht Schellart d'Obbendorf, heren van Schinnen. Zij waren gedwongen de pachthof af te staan aan een van hun geldschieters door familieruzie en kostbare processen. De volgende eigenaar was Servaas van den Hove, schout te Heerlen, Schaesberg en Ubach en Spaans ontvanger van het Land van Valkenburg. De hoeves Corisberg en Molenberg hadden gedurende lange tijd dezelfde eigenaar. Het echtpaar Wintgens-Roper bewoonde de hoeve in het midden van de 18e eeuw. Vele eigenaren volgden in de loop van de 19e en 20e eeuw tot de boerderij uiteindelijk in het bezit kwam van de gemeente Heerlen. De laatst bekende particuliere eigenaar is de heer Groen uit Eijsden.

## Bouwhistorie
Qua uiterlijke verschijningsvorm is de hoeve 18e-eeuws. Deze datering komt overeen met de inscriptie 1776 boven de rondboogpoort. De inscriptie is aangebracht ter herinnering aan het feit dat het echtpaar Franciscus Stassen-Melchers de hoeve in 1776 heeft verbouwd. Dit jaartal komt uit dezelfde tijdsperiode als de jaarankers: AO 1778, die op de linkergevel zijn aangebracht.
De hoeve heeft een carrévorm en is opgetrokken uit baksteen. De voorgevel heeft twee verdiepingen en een zadeldak, afgesloten door puntgevels. De 18e-eeuwse verdieping en topgevels zijn voorzien van hoekblokken en speklagen van mergel. Ook de uilengaten in de zij- en voorgevels zijn in mergel uitgevoerd. In de rechterzijgevel is op de benedenverdieping Kunradersteen gebruikt.  In de linkerzijgevel zijn enige schietgaten van hetzelfde bouwmateriaal aangebracht.

## Van hoeve naar noodkerk
Na de oprichting op 5 juli 1919 van de nieuwe parochie van de wijk Molenberg (Verschijning van de Onbevlekte Maagd), is de achtervleugel van de hoeve als noodkerk in gebruik genomen. De schuur van de hoeve Molenberg is daarvoor ingrijpend verbouwd naar ontwerp van architect Jan Stuyt. Na de bouw van de nieuwe parochiekerk Verschijning van de Onbevlekte Maagd in 1926/1927 verloor zij deze functie en werd zij in 1929 verbouwd tot patronaat. Daarna was de hoeve in gebruik voor de jeugdsociëteit Gejem.

## Huidige functie
In 1989 is de hoeve herbestemd tot appartementencomplex. P.A.M. Mertens uit Hoensbroek was de architect. Hierbij zijn de binnenmuren van het gebouw verwijderd. Alleen een klein 'torentje' en een betonnen kruis op het dak van de achterbouw herinneren nog aan oude functie van noodkerk.